# Nev Schulman

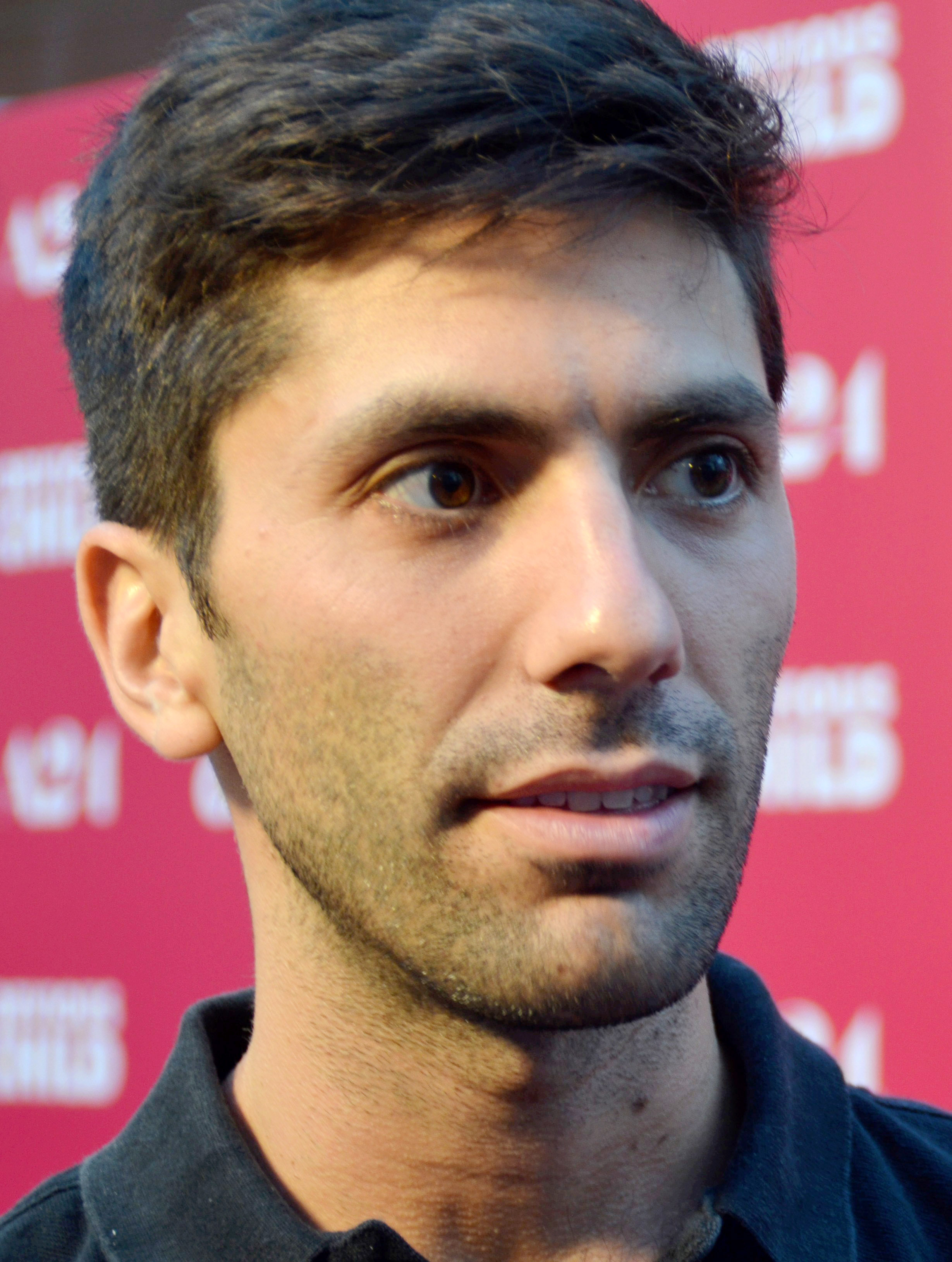
Nev Schulman (2014)

Yaniv „Nev“ Louis Schulman (* 26. September 1984 in New York City, New York) ist ein US-amerikanischer Produzent, Schauspieler, Fotograf und Autor. Bekanntheit erlangte er durch die Dokumentation Catfish sowie die dazugehörige Serie Catfish – Verliebte im Netz.

## Leben und Karriere
Nev Schulman wuchs unter jüdischer Erziehung zusammen mit seinem Bruder Ariel in New York City auf. Er studierte fünf Jahre lang Tanz und fotografierte dies regelmäßig, da das Fotografieren von Balletttänzern sein Lieblingsmotiv ist. Außerdem erschienen seine Fotografien in zahlreichen Zeitschriften, unter anderem in der Vogue und der New York Times.
Bekannt wurde Nev Schulman durch die Dokumentation Catfish, welche von seinem Bruder Ariel und Freund Henry Joost produziert wurde. Sie handelt davon, wie Nev sich via Social Media in eine junge Frau verliebt und die drei sich auf die Suche nach ihr begeben, um festzustellen, ob sie wirklich die Frau ist, die sie vorgibt zu sein. Da die Dokumentation recht erfolgreich war, adaptierte MTV sie im Jahre 2012 als Reality-Serie, in der Nev und sein Freund Max Joseph, mit welchem er schon seit seiner Jugend befreundet ist, als Moderatoren fungieren und sich auf die Suche nach den sogenannten „Catfishs“ begeben. Die Serie Catfish – Verliebte im Netz wird seit dem 12. November 2012 auf MTV ausgestrahlt. Im September 2014 erschien sein Buch In Real Life.
Nev Schulman ist mit der Schriftstellerin Laura Perlongo liiert und lebt in Los Angeles. Des Weiteren engagiert er sich in der Organisation Leave Out Violence. Im Mai 2016 verlobte er sich mit Laura Perlongo. Am 21. Oktober 2016 wurde die gemeinsame Tochter der beiden geboren. 2019 bekamen die beiden zudem einen Sohn.

## Filmografie (Auswahl)
als er selbst
- 2010: Catfish
- 2010: Breakfast
- 2012, 2013: The Tonight Show
- seit 2012: Catfish – Verliebte im Netz (Catfish: The TV Show)
- 2014: Robot Chicken (Fernsehserie, Folge 7x05)
- seit 2020: True Life Crime